# Малижев Вадим Олексійович
Вадим Олексійович Малижев (27 лютого 1941, Черкаси — 9 листопада 2012, Київ) — український науковець-імунолог, педагог. Доктор медичних наук (1983), професор (1993). Дослідник аутоімунного тиреоїдиту, гормонів тимуса, біологічної дії іонізуючого випромінювання на організм.
Майже 20 років (у різні періоди) — науковий співробітник Київського науково-дослідного інституту ендокринології та обміну речовин (1969—1987) та Українського науково-практичного центру ендокринної хірургії, трансплантації ендокринних органів і тканин МОЗ України (1996—2012), директором якого працював протягом двох років. Автор понад 200 наукових робіт, зокрема близько 5 авторських свідоцтв на винаходи.

## Життєпис
Народився 27 лютого 1941-го року у місті Черкаси.
У 1964-му році з відзнакою закінчив Вінницький медичний інститут. З 1966-го року — лікар-терапевт районної лікарні села Вища Дубечня (Київська область).
Закінчив аспірантуру Київського науково-дослідного інституту ендокринології та обміну речовин, з 1969-го року — науковий співробітник інституту.
Через рік здобув науковий ступінь кандидата медичних наук, захистивши дисертацію на тему «Роль тимуса и коры надпочечников в возникновении экспериментального аутоиммунного тиреоидита».
Пізніше — старший науковий співробітник інституту. У 1983-му році захистив дисертацію та здобув науковий ступінь доктора медичних наук.
З 1987-го року — завідувач лабораторії імунології Національного наукового центру радіаційної медицини НАМН України. Після Чорнобильської катастрофи досліджував біологічну дію іонізуючого випромінювання на організм, виступив автором розділу книги «Медицинские последствия аварии на Чернобыльской атомной станции».
У 1996-му році перейшов на роботу до Українського науково-практичного центру ендокринної хірургії, трансплантації ендокринних органів і тканин МОЗ України, обійняв посаду заступника директора з наукової роботи. У 1999-му році призначений директором центру.

Могила Вадима Малижева, Байкове кладовище

Досягши пенсійного віку, у 2001-му році залишив посаду директора та очолив лабораторію клінічної імунології. Незадовго до смерті був призначений завідувачем відділу імунології та трансплантології.
Автор понад 200 наукових робіт, зокрема близько 5 авторських свідоцтв на винаходи. Науковий керівник та консультант докторів та кандидатів наук. Член редакційних колегій часописів «Імунологія та алергологія: наука і практика», «Проблеми екологічної та медичної генетики і клінічної імунології». Нагороджений, зокрема, почесною грамотою Кабінету Міністрів України (2002) — «за багаторічну сумлінну працю та високий професіоналізм».
Раптово помер від інфаркту 9 листопада 2012-го року. Похований у колумбарії Байкового кладовища.

## Науковий доробок (частковий)
- «Роль тимуса и коры надпочечников в возникновении экспериментального аутоиммунного тиреоидита»: диссертация на соискание ученой степени кандидата медицинских наук. (756) / АН УССР. Ин-т физиологии им. А. А. Богомольца. — Киев: [б. и.], 1970.
- «Влияние гормонов тимуса на активацию перекисного окисления липидов в лимфоидных органах крыс в процессе развития гуморального иммунного ответа» / [Лукашова Р. Г., Малыжев В. А., Барабой В. А., Чеботарев В. Ф.] // Док. АН УССР, сер. Б. — 1989. — № 9. — C. 63–67.
- Барабой В. А., Гриневич Ю. А., Малыжев В. А., Лукашова Р. Г. «Взаимосвязь кинетики перекисного окисления липидов сыворотки крови лабораторных животных и кинетики иммунного ответа на введение эритроцитов барана» / / Докл. АН УССР, сер. Б. — 1989. — № 7. — С. 57—59.
- «Инсулинзависимый сахарный диабет: Иммунопатогенез, иммунопрофилактика, иммунотерапия» / В. А. Малыжев; Укр. науч.-практ. центр эндокрин. хирургии, трансплантации эндокрин. органов и тканей МЗ Украины. — К. : РИА «Триумф», 1998. — 72 c.
- Малыжев В. А. «Аутоиммунные эндокринопатии» // Здоров'я України. — 2001. — № 11. — С. 29-32.
- Анастасій Л. В., Малижев В. О., Карабун П. М., Сакало О. А., Фуніков Г. Л. «Зв'язок цитокінів з метаболічними проявами цукрового діабету типу 2» // Імунологія та алергологія. — 2002. — № 1. — С. 3-9
- Карабун П. М., Анастасій Л. В., Малижев В. О., Сакало О. А. «Стан регуляції вуглеводного обміну у хворих на цукровий діабет 2 типу при застосуванні репаглініду» // Ендокринологія. — 2002. — Т.7. — № 1. — С.13-20
- Малижев В. О., Анастасій Л. В. «Прозапальні цитокіни та метаболізм глюкози» // Вибрані матеріали Науково-практичної конференції «Цукровий діабет 2 типу — епідемія ХХІ сторіччя. Сучасне та майбутнє», 3-4.04.2003 р., Київ. — Клінічна ендокринологія та ендокринна хірургія. — 2003. — № 2. — С. 85-86
- Ларін О. С., Анастасій Л. В., Сакало О. А., Корнієнко Ф. Б., Малижев В. О. «Взаємозв'язок циркулюючих цитокінів (ТНФ, ІЛ-1) із вмістом у крові тригліцеридів і холестерину у хворих із вперше виявленим цукровим діабетом 2 типу. Новий аспект терапевтичної дії ново норму» // Клінічна ендокринологія та ендокринна хірургія. — 2004. — № 1. — С. 24-30
- Малижев В. О., Анастасій Л. В., Ларін О. С., Неборачко М. В., Гірявенко О. Я. «Ліпоцитокіни в генезі цукрового діабету 2-го типу» // Клінічна ендокринологія та ендокринна хірургія. — 2005. — № 1. — С. 3-25
- В. О. Малижев. «Дисфункція жирової тканини як вирішальний чинник розвитку цукрового діабету 2 типу» // Здоров'я України — 2007. — Т.22. — № 1. — С. 73-78

### Авторські свідоцтва на винаходи (у співавторстві)
- 1975 — «Способ получения лимфоцитозстимулирующего вещества»
- 1980 — «Способ определения происхождения животных»
- 1981 — «Способ определения активности гормона тимуса»
- 1982 — «Способ подбора родительских пар в племенном животноводстве»
- 1983 — «Способ определения активности гормона тимуса в крови»
- 1990 — «Способ диагностики диабетической микроангиопатии»